# Radio Minuto
Radio Minuto va ser una cadena de ràdio privada espanyola creada en 1978, formada per 19 emissores en Freqüència Modulada, absorbides pel Grupo PRISA en 1983 i reconvertides en M80 Radio en fusionar-se amb Radio 80 Serie Oro el gener de 1993. El seu presentador Marcelino Rodríguez de Castro va guanyar un dels Premis Ondas 1985 de la ràdio.

## Programació
Dirigida a un sector d'audiència de 30 a 45 anys, la programació de Radio Minuto s'estenia de 8 a 22 hores, basada en una oferta musical de grans èxits dels anys 70 i 80 en la història de la música pop i una selecció de les novetats discogràfiques amb base en la seva qualitat musical. També s'emetien breus espais de notícies a les hores en punt, i notícies locals i seccions d'informació útil a les mitges hores, a més d'emetre les notícies urgents en el moment de produir-se. Aquesta emissora va arribar a ser una de les emissores més escoltades de Barcelona, superant a altres cadenes, com "Los 40 Principales", amb més de 500.000 oïdors.
Amb la seva programació de 24H. i, l'ús de la ràdio formula, va augmentar encara més el seu èxit. Programes de música disco com a "Minuto Mix", protagonitzat per Toni Peret, van contribuir a situar-la entre les de major audiència. Alguns dels locutors que van passar pels seus micròfons van ser: Oscar Barberán, Esther Pardo, Toni Clapés, David Montes, Pedro Blázquez, entre d'altres.
El programa més recordat de la cadena va ser El minutero, dirigit i presentat per Pedro Bernal i Ricky Romero. No obstant això, Radio Minuto conservava també part de l'antiga programació de Radio El País: Vuelo 605 d'Ángel Álvarez, de dilluns a divendres entre les 22 i 23 hores, fent un ampli repàs a la millor música de les dècades dels anys seixanta i setanta; el resum de notícies El País hoy, que s'emetia a mitjanit; el programa despertador d'humor Lo que yo te diga, dirigit per Máximo Pradera; Música privada, un espai nocturn sobre noves tendències en la música pop.
A partir de l'1 de gener de 1990 Radio Minuto de Barcelona va passar a dir-se Radio Tiempo. A Barcelona, la primera emissora Radio Minuto que va començar a emetre amb aquest nom a Espanya l'1 de maig de 1982. Radio Minuto de Barcelona 94,9 FM. Barcelona va vendre el nom però no el dial, Radio Tiempo en 1991/92 es va convertir en Cadena Top Radio (Cadena Ibérica).
Actualment el dial 94,9 FM de Barcelona es d'Europa FM.